# 마지막 인사

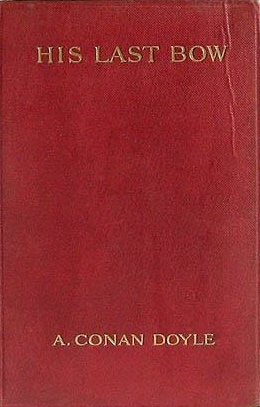
《마지막 인사》의 표지

《마지막 인사》(His Last Bow)는 1917년에 출간된 아서 코난 도일의 셜록 홈즈 시리즈의 단편 모음집이다. 여기서 '마지막 인사'는 단편집의 단편 소설 중에 하나이며 나온 단편 소설들은 1908년에서 1913년에 발표된 작품들이다.
《마지막 인사》에 나온 《소포 상자》는 영국에서 원래 《셜록 홈즈의 회상록》에 속한 작품이지만 미국에서는 《마지막 인사》에 나와있다.

## 내용
《마지막 인사》에는 총 8개의 작품이 실려 있다.
- 《등나무 집》 (The Adventure of Wisteria Lodge)
- 《소포 상자》 (The Adventure of the Cardboard Box, 영국판에서는 《셜록 홈즈의 회상록》에 수록)
- 《붉은 원》 (The Adventure of the Red Circle)
- 《브루스파팅턴 호 설계도》 (The Adventure of the Bruce-Partington Plans)
- 《빈사의 탐정》 (The Adventure of the Dying Detective)
- 《프란시스 카팍스 여사의 실종》 (The Disappearance of Lady Frances Carfax)
- 《악마의 발》 (The Adventure of the Devil's Foot)
- 《마지막 인사》 (His Last Bow)